# Looks like Sex
Looks like Sex è un brano musicale del cantante statunitense Mike Posner, primo singolo estratto dal suo secondo album studio Sky High. È stato pubblicato il 2 dicembre 2011 negli Stati Uniti ed il 4 dicembre nel Regno Unito. Il brano è stato scritto da Mike Posner e Mason Levy, ma è sostanzialmente derivata dal brano Midnight City del gruppo francese M83.

## Tracce
Download digitale
1. Looks like Sex - 3:24

## Classifiche
| Classifica (2011-12) | Posizione massima |
| -------------------- | ----------------- |
| Austria              | 42                |
| Belgio (Fiandre)     | 52                |
| Belgio (Vallonia)    | 54                |
| Stati Uniti          | 118               |